# Aleksandr Meléntiev
Aleksandr Rémmovich Meléntiev (en ruso: Алекса́ндр Ре́ммович Меле́нтьев; Penza, 27 de junio de 1954 - Biskek, 16 de febrero de 2015) fue un deportista de tiro deportivo y medallista olímpico soviético en los Juegos Olímpicos de Moscú 1980.

## Biografía
Debutó como tirador profesional en los Juegos Olímpicos de Moscú 1980, donde ganó la medalla de oro, y además consiguiendo un nuevo récord mundial en la modalidad de pistola 50 m con una puntuación de 581 sobre 600, récord que permaneció vigente durante 34 años, hasta que Jin Jong-oh lo batiera en el Campeonato Mundial de Tiro de 2014, celebrado en Granada, con una puntuación de 583. Posteriormente participó en Campeonatos Mundiales de Tiro, ganando varias medallas de oro y de plata, hasta que, ocho años después de su participación olímpica, volvió a nivel olímpico para disputar los Juegos Olímpicos de Seúl 1988, donde finalizó en la posición doce.
Falleció el 16 de febrero de 2015 en Biskek a los 60 años de edad.